# Idaea hyalinata
Idaea hyalinata är en fjärilsart som beskrevs av Hugo Theodor Christoph 1885. Idaea hyalinata ingår i släktet Idaea och familjen mätare. Inga underarter finns listade i Catalogue of Life.